# 陈兴印
陈兴印（1930年1月—2016年7月13日），山东省长青县人，中华人民共和国政治人物。

## 生平
1945年8月，参加革命，1947年4月加入中国共产党，1955年5月，授予上尉军衔。先后任公安21师11团二营连长，64军190师参谋，213师司令部军务科长，吉林省军区独立师一团参谋长、团长，独立一师参谋长、师长。1983年5月，由沈阳军区守备第10师师长升任吉林省军区司令员，并兼任吉林省委常委。1988年9月，授予少将军衔。1990年退休，2016年7月13日8时25分在长春逝世，享年86岁。